# Aquelarre (telenovela)
Pour les articles homonymes, voir Aquelarre.
Aquelarre est une telenovela chilienne diffusée en 1999 sur TVN.

## Acteurs et personnages

### Acteurs principaux
- Álvaro Rudolphy : Juan Pablo Huidobro / Juan Pablo Guerra
- Sigrid Alegría : Emilia Patiño
- Bastián Bodenhöfer : Ignacio Pastene
- Catalina Guerra : Silvana Montes
- Álvaro Escobar : Diego Guerra
- Coca Guazzini : Elena Vergara
- Edgardo Bruna : Fernando Guerra
- Maricarmen Arrigorriaga : Bernardita Álvarez de Patiño
- Mauricio Pesutic : Prudencio Barraza
- Ximena Rivas : Poncia Payadora
- Jael Ünger : Julia Moya
- Jaime Vadell : Père Pelayo
- Anita Klesky : Cándida Morales
- Claudia Burr : Eduarda Patiño
- Paola Volpato : Gustava Patiño
- Patricia Rivadeneira : Rodolfa Patiño
- Francisco Pérez-Bannen : Toro Mardones / Pepe Romano
- Alejandra Fosalba : Tina Torres
- Mónica Godoy : Scarlett Jara / Pía Montero
- Felipe Braun :Gonzalo Guerra
- Lucy Salgado : Mireya Flores
- Anita Reeves : Chela Ponce
- Marcelo Romo : Celedonio Meneses
- Katherine Salosny : Lorena Meneses
- Yuyuniz Navas : Ricarda Patiño
- Íñigo Urrutia : Marcelo Guerra
- Patricia López : Carolina Meneses
- Angélica Neumann : Camelia Huidobro / "La novia de la noche"
- Claudio Arredondo : Benito Rojas
- Patricia Velasco : Rosita Moya
- Carmina Riego : Lourdes Meza
- Alejandro Montes : Cristián Guerra
- Carolina Contreras : Alelí Huidobro
- Claudia Vergara : Isidora Orrego
- Mario Montilles : Don Artemio
- Mireya Moreno : Ruperta

### Párticipations spéciales
- Eduardo Barril: Jorge Patiño
- Consuelo Holzapfel : Alicia Braun (1re épouse de Fernado Guerra)
- Schlomit Baytelman : Mariola Bulnes (2e épouse de Fernando Guerra)
- Loreto Valenzuela : Ivonne Garcés (3e épouse de Fernando Guerra)
- Sergio Hernández : Maximiliano Jara Errázuriz
- Francisca Reiss : Leticia Jara Ibáñez
- Nicolás Saavedra : Rigoberto "Palomo" Rodríguez
- Rosario Zamora : Dr. Olsen

## Diffusion internationale
| Pays       | Chaîne            | Titre     | Série prémière |
| ---------- | ----------------- | --------- | -------------- |
| Chili      | TVN               | Aquelarre | 4 août 1999    |
| États-Unis | Univision Network | Aquelarre |                |

### Sources
- (es) Cet article est partiellement ou en totalité issu de l’article de Wikipédia en espagnol intitulé « Aquelarre (telenovela) » (voir la liste des auteurs).